# Курегово (Завьяловский район)
Курегово — деревня в Завьяловском районе Удмуртии, входит в Подшиваловское сельское поселение. Находится в 13 км к западу от центра Ижевска.